# Кассиопея плауновидная
Кассиопе́я плаунови́дная (лат. Cassiope lycopodioides) — вид растений рода Кассиопея (Cassiope) семейства Вересковые (Ericaceae).

## Название
Видовой эпитет образован от латинского названия рода плаун – лат. Lycopodium и латинизированного др.-греч.  εἶδος – вид, образ; по внешнему сходству.

## Ботаническое описание
Вечнозелёный ползучий кустарничек с длинными тонкими ветвями 20—40 см длиной, прижатыми к почве. Листья перекрестно-парные, плотно прижатые к стеблю, так что наружу обращены их нижние стороны, цельнокрайние, на спинке гладкие, края их с белоперепончатой оторочкой, длина 1—2 мм, ширина 0,7—1,5 мм, поперечник облиственной ветви около 2 мм.
Цветоножки боковые, пазушные, одиночные, прямостоячие, с поникающей верхушкой, 1,5—3,5 см длиной, гладкие и без прицветников, часто красные. Цветки пятичленные, одиночные; чашечка от зелёной до красной, из 5 свободных овальных острых чашелистиков, с белыми оторочками; венчик белый, в 4 раза длиннее её (6—10 мм), колокольчатый, раскрытый, с пятью зубцами, часто розоватыми на концах. Тычинок 10; нити плоские, голые. Столбик цилиндрический, прямой, наверху тупой; рыльце пятираздельное. Коробочка округлая, 3 мм длиной.
Цветет в июне—августе, плодоносит в августе—сентябре.

## Распространение
В России встречается в составе дальневосточной флоры на Камчатке, Командорах, Сахалине, Курилах и в Охотии. «Флоре СССР» (1952) указан для Чукотки, что не подтверждается более поздними исследованиями.
Общее распространение: Япония, Северная Америка (Алеутские о-ва, Аляска).

## Экология
Растёт в условия горной каменистой тундры, сухих увалов, лишайниковой и вересковой тундры; на каменистой или щебнистой почве, на вулканическом песке, на скалах и по осыпям.

## Таксономия
Cassiope lycopodioides (Pall.) D.Don, 1834, Edinburgh New Philos. J. 17: 158.
Вид кассиопея плауновидная относится к роду Кассиопея (Cassiope) посемейства Кассиопейные (Cassiopoideae) семейства Вересковые (Ericaceae) порядка Верескоцветные (Ericales).

### Синонимы
Гомотипный синоним:
- Andromeda lycopodioides Pall., 1789basionym
- Erica lycopodioides (Pall.) K.F.Waitz, 1805

Гетеротипный синоним:
- Cassiope lycopodioides var. cristapilosa (Calder & Roy L.Taylor) B.Boivin, 1996
- Cassiope lycopodioides subsp. cristapilosa Calder & Roy L.Taylor, 1963